# Eduardo Duhalde
Eduardo Alberto Duhalde (Lomas de Zamora, 5 de octubre de 1941) es un abogado y político argentino. Fue Presidente de la Nación Argentina entre 2002 y 2003 por aplicación de la Ley de Acefalía. Ocupó la Vicepresidencia de la Nación durante el primer mandato de Carlos Saúl Menem, aunque renunció a este cargo en 1991 para asumir como Gobernador de la Provincia de Buenos Aires, posición que desempeñó hasta finalizar su segundo mandato en 1999. 
Fue candidato en las elecciones presidenciales de Argentina de 2011 y obtuvo el 5,86 % de los votos emitidos. Está casado con Chiche Duhalde, quien también participó activamente en política dentro del Partido Justicialista, habiendo sido elegida diputada y senadora por la Provincia de Buenos Aires.

## Comienzos
Hijo de Tomás Duhalde Gorostegui (1907-1977) y de María Esther Maldonado Aguirre (1913-2004), Duhalde militó desde temprana edad en el Partido Justicialista. Se recibió de abogado en la Universidad de Buenos Aires en 1970.
En 1974 fue elegido concejal de Lomas de Zamora y por acefalía terminaría siendo Intendente de su ciudad natal, luego de que las presiones de la Unión Obrera Metalúrgica terminaran con la baja de la intendencia del por entonces Intendente de la ciudad, Pedro Pablo Turner, apoyado por la Juventud Peronista. Bandas armadas presionaron a otros dos concejales para que renunciaran al puesto, mientras la Triple A llegaba a Lomas de Zamora para asesinar a partidarios de la Juventud Peronista, fuertes en la universidad local y en algunos barrios. Luego 29 de marzo de 1976, 5 días después del inicio del Golpe de Estado, Turner fue detenido en la provincia de Chaco y algunos días después su cuerpo fue hallado en Avellaneda. Durante la intendencia de Duhalde, la Triple A y comandos de la policía provincial llevaron a cabo varios asesinatos y secuestros, entre ellos la masacre de Pasco. Duhalde fue depuesto por el golpe de Estado de 1976.
 

En 1983 por el retorno democrático fue elegido intendente de Lomas de Zamora para el período 1983-1987. Al terminar su mandato como intendente fue elegido diputado nacional (1987-1989).

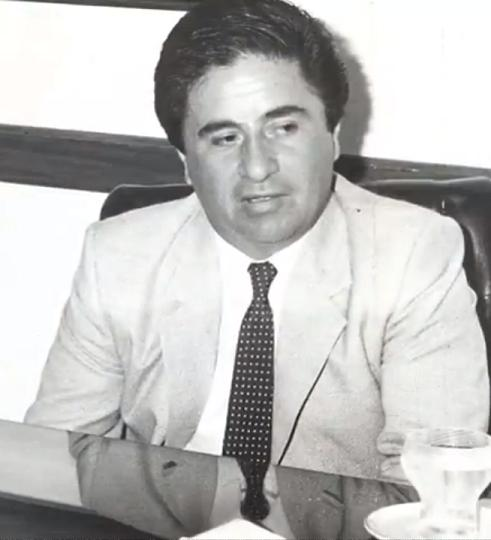
Duhalde hacia 1974.

En 1989 participó de las elecciones presidenciales, acompañando como candidato a vicepresidente a Carlos Menem, imponiéndose a la postre sobre la fórmula de la Unión Cívica Radical, Eduardo Angeloz-Juan Manuel Casella. Dos años después renunció a la vicepresidencia y se postuló como candidato a gobernador de la provincia de Buenos Aires.

## Gobierno de la provincia de Buenos Aires
Su gobierno en la provincia tendría un gran apoyo popular, reflejado en victorias holgadas en varias de las elecciones provinciales posteriores en las cuales la provincia se convertiría en un importante sustento electoral de las victorias nacionales del peronismo.
La gestión de Duhalde en la provincia vio un gran aumento en la construcción e inauguración de edificios, establecimientos y obras públicas consecuencia de una distribución de los fondos de la Coparticipación Federal bastante generosa para con la provincia de Buenos Aires.
Dado que la constitución provincial no contemplaba la posibilidad de la reelección, realizó una reforma constitucional en 1994, al tiempo que se reformaba también la nacional. Los principales partidos opositores de entonces, la Unión Cívica Radical, el Frente Grande y el MODIN, unieron a sus constituyentes en un bloque conjunto para impedir que se oficializara la cláusula reeleccionaria. Pero inesperadamente, el Modín desertó a sus aliados y le dio a Duhalde el apoyo que necesitaba para aprobar el cambio, el cual se sometió sin embargo a un plebiscito que decidiría si se permitiría o no la reelección. El duhaldismo se impuso tanto en la aprobación del "Sí" de dicho plebiscito como en las elecciones de gobernador que tuvieron lugar en 1995 por amplia mayoría.
En 1998 fue uno de los organizadores, junto a Cristina Fernández de Kirchner, Néstor Kirchner y Alberto Fernández, del Grupo Calafate, un think tank peronista que tuvo como fin generar una alternativa crítica del menemismo, que desempeñó un papel importante en las campañas electorales de Duhalde en 1999 y Kirchner en 2003.
Fue derrotado por Fernando de la Rúa en las elecciones presidenciales de 1999 tras obtener el 38,27 % de los sufragios, frente al 48,37 % de su opositor.

### Gabinete Gubernamental
| Ministerios del Gobierno de Eduardo Duhalde             | Ministerios del Gobierno de Eduardo Duhalde        | Ministerios del Gobierno de Eduardo Duhalde                                                                                                   |
| Cartera                                                 | Titular                                            | Período |
| ------------------------------------------------------- | -------------------------------------------------- | --- |
| Ministerio de Gobierno                                  | Horacio David Pacheco                              | - 14 de enero de 1999 |
| Ministerio de Gobierno y Justicia                       | Carlos Francisco Dellepiane Fernando Galmarini     | 10 de diciembre de 1991 - 1992 1992 - 23 de noviembre de 1994                                                                                 |
| Ministerio de Economía                                  | Jorge Remes Lenicov Jorge Sarghini                 | 10 de diciembre de 1991 - 23 de julio de 1997 23 de julio de 1997 - 10 de diciembre de 1999                                                   |
| Ministerio de Justicia y Seguridad                      |                                                    | |
| Ministerio de Justicia                                  |                                                    | |
| Ministerio de Seguridad                                 | León Carlos Arslanian Osvaldo Lorenzo              | 13 de abril de 1998 - 5 de agosto de 1999 5 de agosto de 1999 - 10 de diciembre de 1999                                                       |
| Ministerio de la Producción y el Empleo                 | Carlos Brown Victorio Migliario Carlos Brown       | 21 de diciembre de 1995 - 7 de mayo de 1997 14 de mayo de 1997 - 18 de febrero de 1998 18 de febrero de 1998 - 10 de diciembre de 1999        |
| Ministerio de la Producción                             | Carlos Brown                                       | 10 de diciembre de 1991 - 21 de diciembre de 1995                                                                                             |
| Ministerio de Trabajo                                   |                                                    | |
| Ministerio de Salud y Acción Social                     | José Pampuro Horacio David Pacheco Juan José Mussi | 10 de diciembre de 1991 - 25 de noviembre de 1992 25 de noviembre de 1992 - 12 de abril de 1994 12 de abril de 1994 - 10 de diciembre de 1999 |
| Ministerio de Obras y Servicios Públicos                | Eduardo Quiñones Hugo Toledo José Antonio Romero   | 10 de diciembre de 1991 - 26 de noviembre de 1992 26 de noviembre de 1992 - 3 de abril de 1998 3 de abril de 1998 - 10 de diciembre de 1999   |
| Ministerio de Asuntos Agrarios                          |                                                    | |
| Ministerio de Agricultura, Ganaderia y Alimentación     |                                                    | |
| Ministerio de la Familia y Desarrollo Humano            | Horacio David Pacheco Marta Elba Pascual           | 11 de abril de 1994 - 23 de noviembre de 1994 23 de noviembre de 1994 -                                                                       |
| Dirección General de Cultura y Educación                |                                                    | |
| Secretarías del Gobierno de Eduardo Duhalde             |                                                    | |
| Secretaría General                                      | Hugo Toledo                                        | 10 de diciembre de 1991 - 26 de noviembre de 1992                                                                                             |
| Secretaría de Prevención y Asistencia de las Adicciones |                                                    | |
| Secretaría de Política Ambiental                        | Osvaldo Mario Sonzini                              | 21 de diciembre de 1995 - 10 de diciembre de 1999                                                                                             |
| Secretaría de Comunicación Social                       | Carlos Alberto Ben Daniel Armando Basile           | 12 de agosto de 1994 - 19 de marzo de 1998 19 de marzo de 1998 - 10 de diciembre de 1999                                                      |

## Presidencia de la Nación (2002-2003)

### Elección en la Asamblea Legislativa

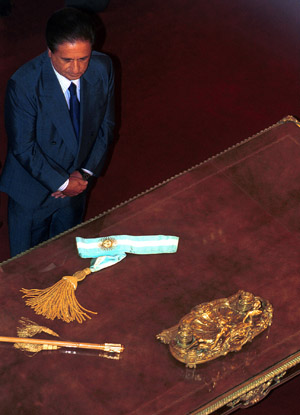
Duhalde a punto de asumir la presidencia con su bastón y banda.

En octubre de 2001 Duhalde había sido elegido senador nacional por amplio margen. Luego accedió a la presidencia durante la crisis subsiguiente a la renuncia de De la Rúa, en el marco de la crisis económica, social y política que tuvo su clímax cuando el ministro de Economía Domingo Cavallo instauró el corralito. él por su parte hace responsable de los mismos a piqueteros y partidos de izquierda.
El 2 de enero de 2002 Duhalde fue elegido presidente de la Nación Argentina por la Asamblea Legislativa. Esa decisión fue tomada a través de un amplio consenso en el peronismo y la oposición para que Duhalde condujera el país, sumido en la confusión de una crisis terminal, en el ínterin preelectoral. Duhalde fue investido por los diputados y senadores con 262 votos a favor, 21 en contra y 18 abstenciones, y con mandato hasta el 10 de diciembre de 2003, esto es, hasta agotar el ejercicio cuatrienal para el que había sido elegido De la Rúa. No habría, por tanto, comicios anticipados, siendo la opinión mayoritaria de los legisladores que lo que urgía era obtener un Ejecutivo estable con el máximo apoyo partidista
Duhalde ―que en vísperas de la asunción presidencial había expresado su temor a que se produjera una "guerra civil" en Argentina― empezó por reconocer que el país estaba "quebrado" y "fundido", y anunció un Gobierno de unidad nacional con la triple misión de "reconstruir la autoridad política e institucional, garantizar la paz social y sentar las bases para el cambio del modelo económico y social".

### Política económica
Entre las medidas de su gobierno interino se destacan la búsqueda de la pacificación del país a través de instrumentos como el Diálogo Argentino, de distintas medidas económicas tendientes a la reactivación de una economía argentina que venía de sufrir varios años de recesión: devaluación de la moneda, que dio fin a la Ley de Convertibilidad, la pesificación forzada de los depósitos bancarios en moneda extranjera, y una serie de medidas sociales tendientes a atenuar los efectos de una economía recesiva que había incrementado la pobreza e indigencia hasta índices nunca vistos antes en la Argentina.

#### Gestión de Remes Lenicov
En 1999 el candidato a Presidente, Eduardo Duhalde, postuló a Jorge Remes Lenicov, como su candidato a Ministro de Economía, en caso de ganar las elecciones. Durante su campaña Duhalde enfatizó que la solución no era ajustar más la economía sino aumentar la producción, criticando así las medidas de austeridad impulsadas desde el FMI. Según Lenicov en 1996 el presidente tendría que haber cambiado el "modelo" económico (salir de la convertibilidad), ya que el problema no era la hiperinflación como en 1989, sino el desempleo y la depresión. Finalmente triunfó en las elecciones el candidato opositor Fernando De la Rúa.   
Al sobrevenir la crisis de diciembre, Eduardo Duhalde asumió la presidencia de la Nación el 1 de enero de 2002 y Jorge Remes aceptó el cargo de ministro de economía, asumiendo dos días después. La situación económica heredada en ese momento estaba descontrolada, con los bancos cerrados, las cuentas bancarias en el llamado corralito, declarado por el gobierno de Fernando De la Rúa, el default declarado oficialmente y el malestar social expresado en miles de manifestaciones populares en todo el país. 
Sin posibilidad matemática de mantener la paridad cambiaría debido al muy fuerte retraso cambiario, el nuevo gobierno decidió derogar la Ley de Convertibilidad y pesificar la economía. Otras medidas adoptadas fueron la pesificación y reprogramación de los depósitos en dólares según la ecuación 1 dólar = 1,40 pesos más la actualización (CER). Encaró las gestiones económicas para salir del corralito,  anunció la liberación de los depósitos retenidos por el gobierno del radical Fernando de la Rúadesde diciembre de 2001 por alrededor de 21.000 millones de dólares/pesos.
En 2004, la Corte Suprema de Justicia avaló la medida que posibilitó que todos los endeudados en dólares (estado, empresas, familias y PyMES) pudieran pagar sus deudas.

#### Gestión de Roberto Lavagna
En abril de 2002, Lavagna fue designado Ministro de Economía y Producción por el presidente interino Eduardo Duhalde, en reemplazo de Jorge Remes Lenicov. Fue reconfirmado en esta cartera por el sucesor de Duhalde, Néstor Kirchner, cuando este tomó posesión del cargo el 25 de mayo de 2003.
Como Ministro de Economía impulsó la recuperación económica y en sus años de gestión el producto interno bruto (PBI) creció a más del 8% interanual, luego de la brusca devaluación del peso efectuada por su antecesor y en el contexto de crecimiento de precios de las commodities por la demanda china, donde se destacó en particular el valor de la soja y otros productos agropecuarios.
Fue también el artífice del levantamiento del corralito en el año 2002, y del canje de la deuda argentina a principios de 2005. Durante su gestión no se efectuó ningún pago de la deuda externa a ningún acreedor.

### Política de justicia y seguridad

#### Masacre de Avellaneda
El 26 de junio de 2002, en las inmediaciones de la estación ferroviaria de la ciudad de Avellaneda, en el conurbano de la provincia de Buenos Aires, Argentina se produjo la represión de una manifestación de grupos piqueteros. En la persecución fueron asesinados por efectivos de la Policía bonaerense los jóvenes activistas Maximiliano Kosteki y Darío Santillán, pertenecientes al Movimiento de Trabajadores Desocupados (MTD) Guernica y el MTD Lanús, respectivamente, nucleados en la Coordinadora de Trabajadores Desocupados Aníbal Verón. Además se registraron 33 heridos por balas de plomo entre los manifestantes. Ante el impacto generado, Duhalde anticipó seis meses el llamado a elecciones presidenciales.

### Política exterior
En materia de política exterior, se recuerda el tajante rechazo de su gobierno al golpe de Estado en Venezuela de 2002, las posturas diplomáticas argentina y cubana fueron de importancia para aislar internacionalmente al Gobierno de facto.
El 27 de agosto de 2002, el New York Times publicó una noticia falsa titulada Algunos en Argentina ven la secesión como una respuesta al peligro económico (Some in Argentina See Secession As the Answer to Economic Peril), afirmando que existía un movimiento para declarar la independencia de la Patagonia, poniendo énfasis en el hecho de que la mayor parte de la tierra patagónica y de sus recursos naturales estaba en manos extranjeras, como los grupos Benetton y Turner. La operación, de acuerdo al New York Times, se completaría con una base militar de Estados Unidos en Tierra del Fuego y la renuncia a los derechos argentinos en la Antártida, en pago de la deuda externa.

### Gabinete de Ministros
| Jefatura de Gabinete y Ministerios del Gobierno de Eduardo Duhalde  | Jefatura de Gabinete y Ministerios del Gobierno de Eduardo Duhalde | Jefatura de Gabinete y Ministerios del Gobierno de Eduardo Duhalde              |
| Cartera                                                             | Titular                                                            | Período                                                                         |
| ------------------------------------------------------------------- | ------------------------------------------------------------------ | ------------------------------------------------------------------------------- |
| Jefatura de Gabinete                                                | Jorge Capitanich Alfredo Atanasof                                  | 3 de enero de 2002-3 de mayo de 2002 3 de mayo de 2002-25 de mayo de 2003       |
| Ministerio del Interior                                             | Rodolfo Gabrielli Jorge Matzkin                                    | 3 de enero de 2002-3 de mayo de 2002 3 de mayo de 2002-25 de mayo de 2003       |
| Ministerio de Relaciones Exteriores, Comercio Internacional y Culto | Carlos Ruckauf                                                     | 3 de enero de 2002-25 de mayo de 2003                                           |
| Ministerio de Defensa                                               | José Horacio Jaunarena                                             | 3 de enero de 2002-25 de mayo de 2003                                           |
| Ministerio de Salud                                                 | Ginés González García                                              | 12 de febrero de 2002-25 de mayo de 2003                                        |
| Ministerio de Economía y Producción                                 | Jorge Remes Lenicov Roberto Lavagna                                | 3 de enero de 2002-27 de abril de 2002 27 de abril de 2002-25 de mayo de 2003   |
| Ministerio de Justicia, Seguridad y Derechos Humanos                | Jorge Vanossi Juan José Álvarez                                    | 3 de enero de 2002-3 de julio de 2002 10 de julio de 2002-25 de mayo de 2003    |
| Ministerio de Trabajo, Empleo y Seguridad Social                    | Alfredo Atanasof Graciela Camaño                                   | 3 de enero de 2002-3 de mayo de 2002 3 de mayo de 2002-25 de mayo de 2003       |
| Ministerio de Educación, Ciencia y Tecnología                       | Graciela Giannettasio                                              | 3 de enero de 2002-25 de mayo de 2003                                           |
| Ministerio de Desarrollo Social                                     | Nélida Doga                                                        | 12 de febrero de 2002-25 de mayo de 2003                                        |
| Ministerio de la Producción                                         | José Ignacio de Mendiguren Aníbal Fernández                        | 3 de enero de 2002-3 de octubre de 2002 3 de octubre de 2002-25 de mayo de 2003 |
| Secretarías de Estado del Gobierno de Eduardo Duhalde               |                                                                    |                                                                                 |
| Cartera                                                             | Titular                                                            | Período                                                                         |
| Secretaría General                                                  | Aníbal Fernández José Pampuro                                      | 3 de enero de 2002-3 de octubre de 2002 3 de octubre de 2002-25 de mayo de 2003 |
| Secretaría de Legal y Técnica                                       | Antonio Arcuri                                                     | 3 de enero de 2002-25 de mayo de 2003                                           |
| Secretario de Deportes                                              | Daniel Scioli                                                      | 3 de enero de 2002-25 de mayo de 2003                                           |
| Secretario de Cultura                                               | Rubén Stella                                                       | 3 de enero de 2002-25 de mayo de 2003                                           |
| Secretario de Turismo                                               | Daniel Scioli (interino)                                           | 3 de enero de 2002-25 de mayo de 2003                                           |

## Actividad posterior

### Elecciones 2003

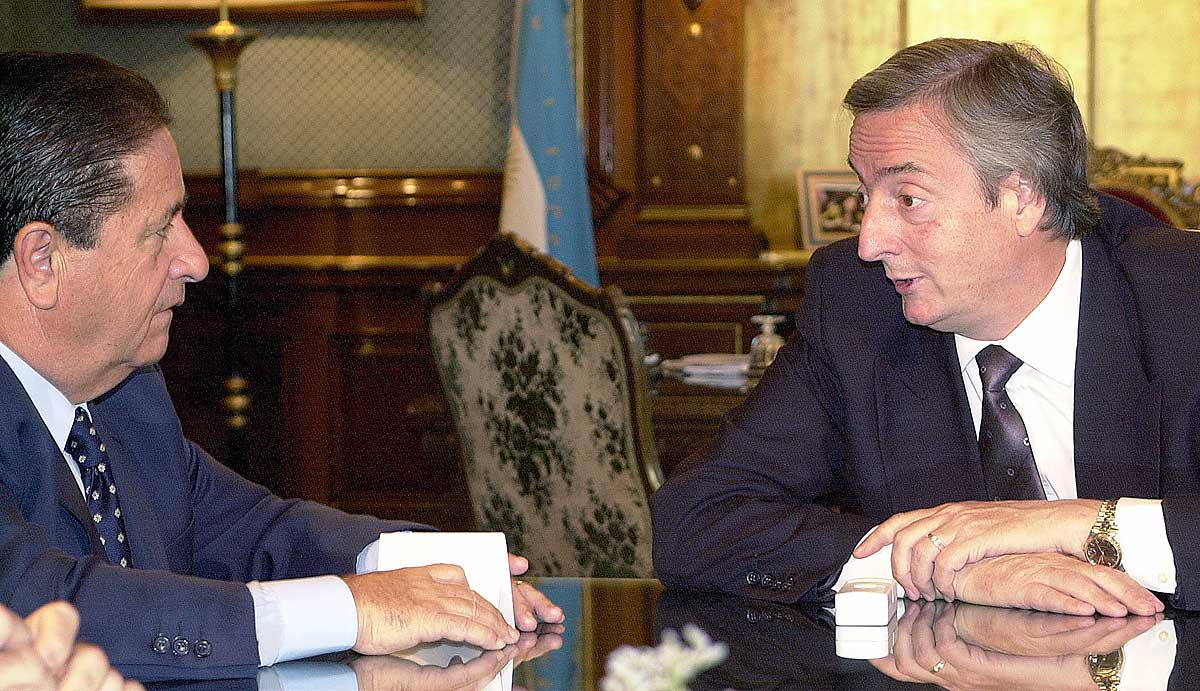
Duhalde y Kirchner, dirigentes peronistas, en una reunión.

Para las siguientes elecciones presidenciales del 27 de abril de 2003, Duhalde decidió dar su apoyo ―junto con su bastión electoral, el gran Buenos Aires (que concentra al 38% de electores de todo el país)― a Néstor Kirchner, quien resultó elegido presidente.
Una vez en la presidencia (desde el 25 de mayo de 2003) y tras un período inicial de cordialidad, Kirchner se enfrentó políticamente a Duhalde, derrotándolo en su bastión de la provincia de Buenos Aires en las elecciones legislativas de octubre de 2005. No obstante, "Chiche" Duhalde (la esposa del expresidente) alcanzó a obtener una banca en el Senado y también logró que varios candidatos afines ingresaran a la Cámara de Diputados.

### Mercosur
En diciembre de 2003, Eduardo Duhalde asumió como titular de la Comisión de Representantes Permanentes del Mercosur , tarea que desempeñó hasta el año 2005. Durante su gestión se destaca la creación de la Comunidad Sudamericana de Naciones que luego devengaría en la Unasur.

### Elecciones 2011
En las elecciones presidenciales de 2011, Duhalde alcanzó un magro resultado con el respaldo los partidos Unión Popular, Partido Demócrata Cristiano y el Movimiento de Integración y Desarrollo bajo el sello de Frente Popular (enfrentado al kirchnerismo). Si bien en las primarias de agosto de 2011 finalizó en tercer lugar con el 12,12% de los votos -apenas unas milésimas por debajo de Ricardo Alfonsín-, luego en las elecciones generales de octubre del mismo año alcanzó apenas un 5,86 %.

### Actualidad
Actualmente, Eduardo Duhalde encabeza el Movimiento Productivo Argentino, entidad dedicada al mundo económico con un perfil productivista de la cual es miembro fundador junto a otros políticos como Raúl Alfonsín (1927-2009) y una gran cantidad de empresarios.

## Controversias

### Declaraciones
En agosto de 2008, Eduardo Duhalde afirmó que el titular del Partido Justicialista, Néstor Kirchner, le hacía acordar «al Führer [por Adolfo Hitler] y a Mussolini».
Recordó lo que llamó su «primer enfrentamiento público» con Kirchner, cuando «él criticaba a Macri y yo le dije que no había que criticarlo a Macri: había que criticar la falta que le hacen al país 400 empresarios como Macri».
Al día siguiente ―tras una retahíla de reacciones contrarias desde todo el espectro político― tuvo que retractarse de sus dichos y «se mostró arrepentido».
Durante el Gobierno de Mauricio Macri, quien asumió el 10 de diciembre de 2015, el expresidente Eduardo Duhalde comenzó a postular la idea de un "cogobierno" que contemple a la oposición. "Parto de la idea de que el esquema gobierno-oposición está caducada y que las convicciones que resume la frase 'El que gana gobierna y el que pierde acompaña' ya no son útiles en nuestros tiempos", postuló en distintas notas de opinión. Su propuesta fue: "Para superar los incontables inconvenientes que encuentran los gobiernos de todo signo, debemos avanzar hacia un sistema donde el ganador de una elección conduce y los otros partidos con representación parlamentaria integran un cogobierno".

### Presunta vinculación con el narcotráfico
A pesar de que Duhalde escribió dos libros sobre el tema de la lucha contra las drogas ―Hacia un mundo sin drogas (1994) y Política, familia, sociedad y drogas (1997)―, varias personalidades de la política vincularon a Eduardo Duhalde con el narcotráfico.
En 2005, la diputada Elisa Carrió acusó a Eduardo Duhalde de ser «el mayor responsable político de la droga en el país». Afirmó públicamente que «Duhalde controlaba la droga en la provincia de Buenos Aires». Duhalde demandó a Carrió por calumnias e injurias. En 2009, la jueza federal María Servini de Cubría convocó a ambos contendientes. En su descargo, Carrió afirmó que no había culpado a Duhalde de ser narcotraficante, ni le había imputado un delito, sino que le adjudicó responsabilidad política en el asunto. Durante el encuentro, la diputada ratificó que Duhalde controlaba la droga en la provincia de Buenos Aires, aunque aclaró que si sus dichos afectaron al expresidente, ella le pedía perdón si se había sentido ofendido. Carrió aseguró que no se retractó de sus dichos. La jueza decidió realizar un sobreseimiento en el juicio.
Los juicios iniciados por el expresidente a cada una de las personas que lo han tratado de vincular con las drogas finalizaron demostrando que no solo Duhalde era inocente, sino que además sus detractores habían mentido de manera orgánica y armónica. Entre las personas a las cuales les ha iniciado juicio y luego tuvieron que retractarse por decisión judicial figuran Elisa Carrió y Luis D’Elía quien fue condenado a pagarle 150 000 pesos argentinos por sus dichos.
En 2010, Duhalde escribió Es hora de que me escuchen. El peligro de los narcoestados (refiriéndose al problema de las drogas en la Argentina).